# Акутан (Аляска)
Акутан (англ. Akutan; алеут. Achan-ingiig) — город в боро Восточные Алеутские острова, штат Аляска, США. Население составляет 1041 человек (оценка, 2019 год).

## География
Расположен на острове Акутан, который относится к группе Лисьи острова, которая в свою очередь находится в восточной части Алеутского архипелага. Акутан находится в 56 км к востоку от города Уналашка и в 1233 км к юго-западу от Анкориджа. Климат города характеризуется как морской, с мягкой зимой и прохладным летом. Средние месячные температуры меняются от −6 до 13 °C. Средняя годовая норма осадков составляет 710 мм в год. Зимой нередки сильные ветры и шторм, а летом — туманы.
По данным Бюро переписи населения США общая площадь города составляет 48,9 км², из них примерно 36 км² — суша и 13 км² (25,7 %) — водные поверхности.

## Население
По данным переписи 2000 года население города составляло 713 человек. Расовый состав: коренные американцы (15,71 %), белые (23,56 %), афроамериканцы (2,10 %), азиаты (38,57 %), население островов Тихого океана (0,28 %), представители другой расы (18,23 %), представители двух и более рас (1,54 %). Доля лиц латиноамериканского происхождения всех рас — 20,76 %.
Доля лиц в возрасте младше 18 лет — 3,1 %; лиц от 18 до 24 лет — 11,1 %; лиц от 25 до 44 лет — 48,2 %; лиц от 45 до 64 лет — 36,2 % и лиц старше 65 лет — 1,4 %. Средний возраст населения — 40 лет. На каждые 100 женщин приходится 334,8 мужчин.
Из 34 домашних хозяйств в 20,6 % — воспитывали детей в возрасте до 18 лет, 32,4 % представляли собой совместно проживающие супружеские пары, в 14,7 % семей женщины проживали без мужей, 47,1 % не имели семьи. 38,2 % от общего числа семей на момент переписи жили самостоятельно, при этом 2,9 % составили одинокие пожилые люди в возрасте 65 лет и старше. В среднем домашнее хозяйство ведут 2,21 человек, а средний размер семьи — 3,00 человек.
Средний доход на совместное хозяйство — $33 750; средний доход на семью — $43 125. Средний доход мужчины — $13 988; средний доход женщины — $23 750; средний доход на душу населения — $12 258.
Динамика численности населения города по годам:
| 1930 | 1940 | 1950 | 1960 | 1980 | 1990 | 2000 | 2010 | 2011 | 2012 | 2013 | 2014 | 2015 | 2016 | 2017 | 2018 | 2019 |
| ---- | ---- | ---- | ---- | ---- | ---- | ---- | ---- | ---- | ---- | ---- | ---- | ---- | ---- | ---- | ---- | ---- |
| 71   | 80   | 86   | 107  | 169  | 589  | 713  | 1027 | 1034 | 1036 | 1040 | 1040 | 1042 | 1042 | 1048 | 1045 | 1041 |

## Экономика и транспорт
Экономика Акутана основана на коммерческой переработке рыбы и морепродуктов. Единственными средствами передвижения являются лодки, гидросамолёты и вертолёты.

## Достопримечательности
Из достопримечательностей городка можно упомянуть часовню св. Александра Невского, которая была построена в 1918 году на месте более старого здания 1878 года. В 1980 году часовня была добавлена в Национальный реестр исторических мест США.